# 馬健威
馬健威 KC（1962年7月26日—），加拿大政治人物，1993年至2007年間擔任亞伯達省議會議員，期間出任數項亞省內閣廳長職位，2007年至2011年間則擔任亞省駐美國華盛頓經貿顧問。他於2011年參與角逐亞伯達進步保守黨黨魁但告落敗，其後任職亞省駐亞洲經貿代表至2015年。

## 生平

### 早年及私人生活
馬健威於1962年7月26日在亞伯達省卡加利出生，英文名中的「Gary」和「Glen」分別來自演員加利·谷巴（Gary Cooper）和太空人約翰·格倫（John Glenn）。他的祖父和外祖父在亞伯達建省（即1905年）前已從中國遷居愛民頓，兩人分別在愛民頓附近的小鎮營運餐館。他父母兩人也生於愛民頓，並在省內數處營辦餐館和乾洗店，而馬健威年輕時也曾在父母的商店內工作。
他於1984年獲得卡加利大學商科學士學位，再於1987年獲得亞伯達大學法律學士學位。畢業後先後於兩間律師樓工作，再於1994年獲得御用大律師資格。
他於1999年與愛民頓教師郭禮詩結婚，婚後兩人育有三名子女。

### 晉身政壇
馬健威在1993年亞伯達省選中首度代表亞省進步保守黨出戰卡加利諾斯溪選區，並擊敗尋求連任的亞省自由黨候選人加尼昂成為代表該區的省議員。他並獲新任省長簡欣委任為社區發展廳長，成為該屆省議會中唯一一位晉身內閣的新人省議員。
他在往後13年間先後出任健康衛生廳、教育廳、環境廳、及國際事務廳廳長等內閣職位。他擔任健康衛生廳長期間引入醫療系統改革，在省內推行公私營醫療服務並存的制度，又把醫療紀錄電子化；任教育廳長期間則制訂政策改善學生的讀寫能力。此外，他曾被指在擔任健康衛生廳長期間將該部門的合約批予前助手經營的公司，部分外判工作又沒有公開招標，被亞省審計總長詬病。
馬健威出任內閣廳長期間已被外界盛傳為簡欣繼任人的熱門人選。然而，簡欣於2006年辭退亞省進步保守黨黨魁和省長職位後，馬健威沒有參與角逐，以便陪伴當時年紀尚小的子女。
馬健威於2007年12月3日出任亞省駐美國華盛頓經貿顧問，負責統領加拿大駐華盛頓大使館內亞伯達辦公室的工作，在美國推廣亞省的能源業和其他經濟活動。

### 角逐黨魁
2011年1月，亞省進步保守黨黨魁和省長斯特默宣佈不會尋求連任。同年3月，馬健威辭去亞省駐華盛頓經貿顧問的職位，並宣佈參與角逐該黨黨魁職位。
亞省進步保守黨黨魁選舉第一輪投票於2011年9月17日舉行，馬健威獲得約41%選票，成為得票率最高的候選人。然而，由於無一候選人獲過半數選票，得票最高的三名候選人需於第二輪投票中再決高下。
第二輪投票於同年10月1日舉行，馬健威以1,613票敗於雷德福，無緣出任亞省以至全國首位華裔省長。同月14日，新任省長雷德福宣佈派遣馬健威到香港，出任亞省駐亞洲經貿代表。彭迪思於2014年接替雷德福出任省長後另委亞洲經貿代表，馬健威遂於2015年約滿後離職。他於2018年出任加拿大石油服務業協會（Petroleum Services Association of Canada）的總裁。

## 外部連結
- 馬健威官方網頁 （页面存档备份，存于） （英文）